# Calle de la Magdalena

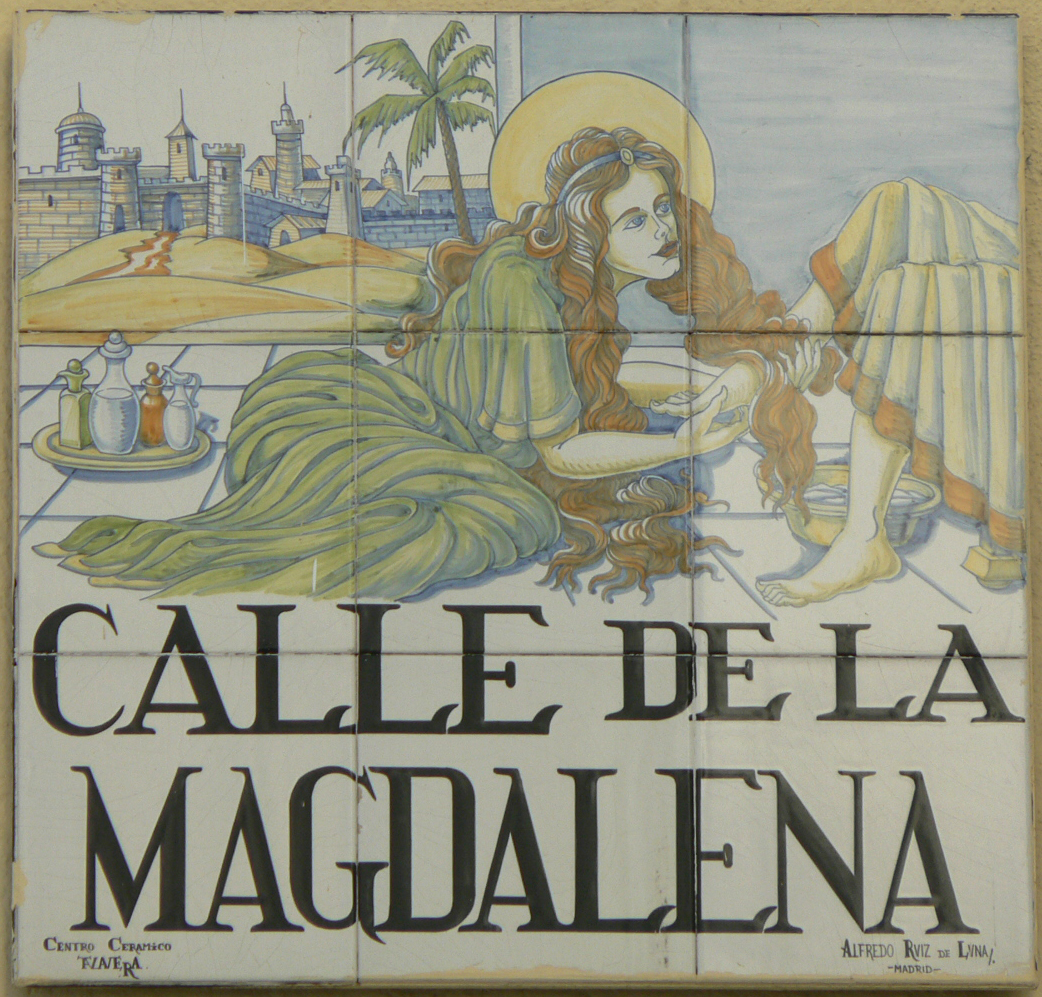
Calle de la Magdalena (Madrid). Callejero de azulejos del ceramista Ruiz de Luna.

La calle de la Magdalena es una vía del distrito Centro en el Madrid de los Austrias y fronteriza al Barrio de las Letras. Corre desde la plaza de Tirso de Molina hasta la calle de Atocha, tomando el nombre de la primitiva ermita de santa María Magdalena. En ella vivió Miguel de Cervantes y murieron Patricio de la Escosura y el alcalde Alberto Aguilera.

## Historia

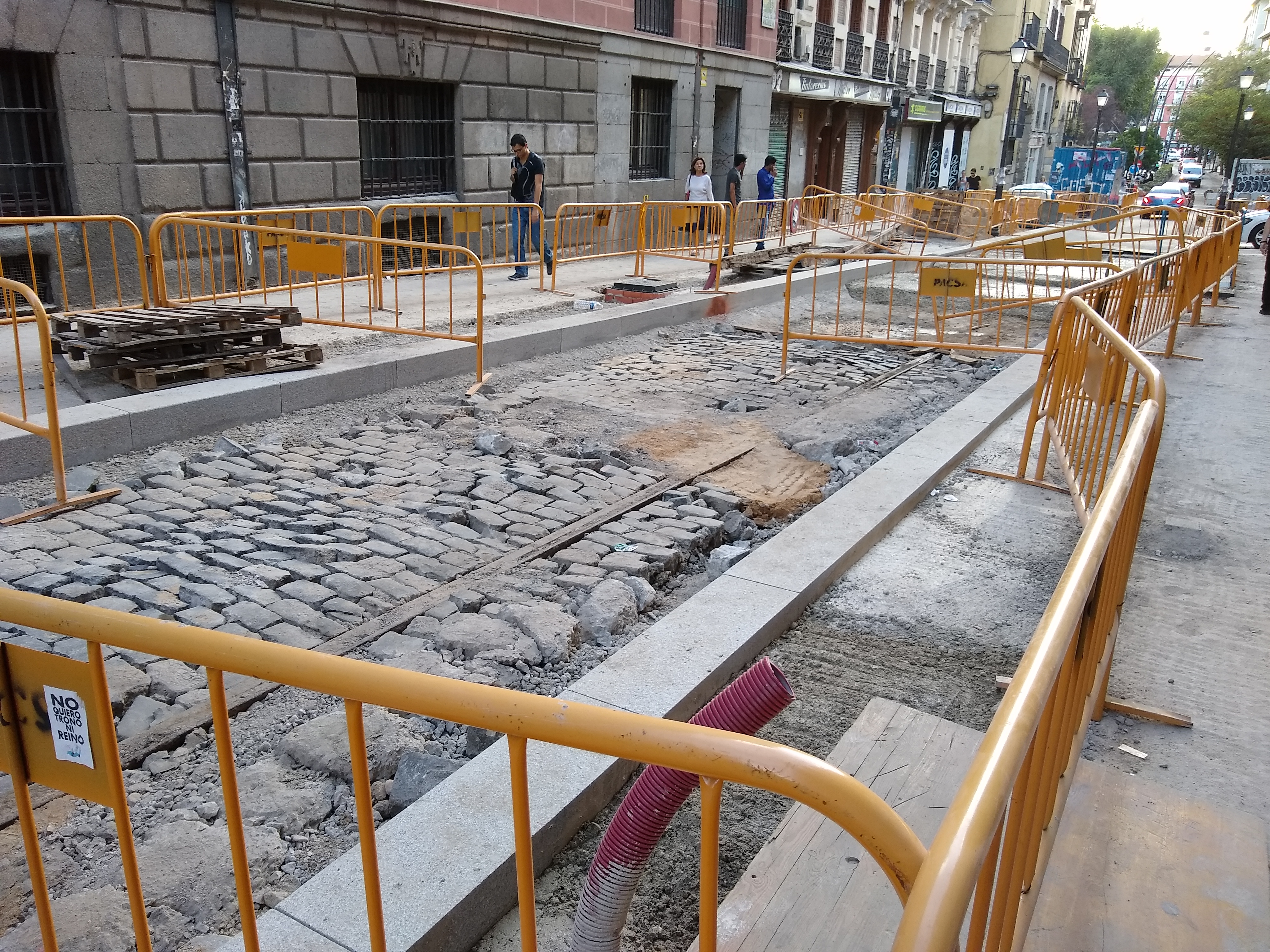
Vías de un antiguo tranvía en la calle Magdalena, visibles durante unas obras llevadas a cabo en 2019

Parece probable que el origen histórico de esta calle fuera la ermita dedicada a la santa cortesana y amiga de Jesús de Nazaret y con más motivo cuando Luis Manrique de Lara, limosnero de Felipe II funda en el siglo XVI el convento de religiosas agustinas que dando portal a la vecina calle de Atocha se le dedicó a la Magdalena. En su amena obra dedicada a las calles madrileñas, Pedro de Répide añade que en tiempos de la conquista cristiana del poblado y la alcazaba de "Majerit", por lo que luego sería esta calle corría un camino entre cañizales y un olivar arrimado a la primitiva ermita del Cristo de la Oliva, donde terminaba el calvario que partía del antiguo convento de San Francisco; siguiendo luego dicho camino hasta el prado del Atochar, pasando por detrás de la ermita de Santa María Magdalena. Especifica también Répide que la fundación del modesto convento original ocurrió el año 1569 (en una obra conjunta del citado limosnero del rey y del beato Alonso de Orozco, prior del convento de San Felipe el Real), hasta que diez años después Baltasar Gómez, mercader adinerado, mandó levantar la iglesia y el convento nuevo que por extenderse hasta el camino de la ermita de la Magdalena, tomó ese nombre. Todo este complejo fue derribado en 1836.
Otra casa famosa —también citada por el cronista Répide— fue la de San Antonio de Piedra, llamada así por la estatua que este santo tenía en una hornacina en el balcón corrido de la que fuera casa del marqués de Cogolludo, primogénito del duque de Medinaceli, y cuya última familia en habitarla antes de su desaparición fue la de los duques de Feria (Antonio Fernández de Córdoba y María del Rosario Pérez de Barradas, muertos en plena juventud).

### El Palacio de Perales y Pepa "la Naranjera"

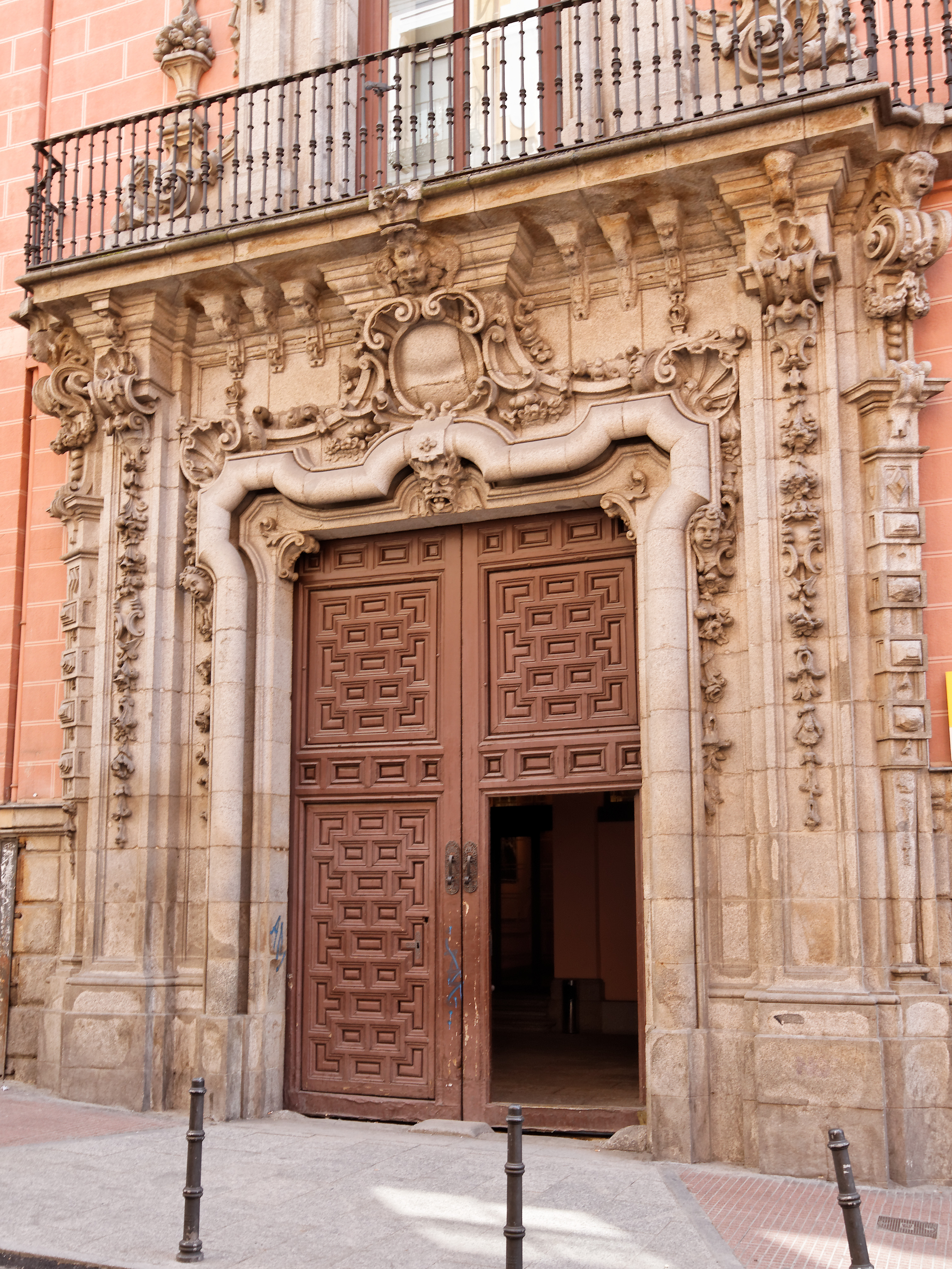
Puerta principal del Palacio del Marqués de Perales construido entre 1731 y 1732 por Pedro de Ribera y sede de la Filmoteca Española.

La sede de la Filmoteca Española y su biblioteca, fue instalada en las postrimerías del siglo XX en el Palacio del marqués de Perales, al inicio de la calle de la Magdalena (portal número 10). El castizo edificio, con "frondosa portada de churrigueresca" y obra del arquitecto Pedro de Ribera en el siglo XVIII, fue escenario el 1 de diciembre de 1808 del sangriento asalto del pueblo madrileño. Una turba que, según Répide, capitaneaba Pepa la Naranjera, irrumpió en las estancias dando muerte al regidor de la villa, el marqués de Perales, cuyo cadáver fue luego arrastrado por las calles. La razón para tanta furia fue que, al intentar armarse para la defensa de la ciudad cercada por las tropas francesas (una vez más y en esta ocasión con el propio Napoleón Bonaparte al mando), descubrieron los patriotas que la pólvora que se les repartía para cebar sus cartuchos, no era pólvora sino arena.

### Teatro de Variedades
En el antiguo número 40 (levantado sobre lo que antes fuera el solar de un juego de pelota) existió entre 1843 y 1888 un modesto y popular coliseo conocido como Teatro Variedades en el que trabajaron grandes figuras de la comedia española como: Teodora Lamadrid, Carolina Civili, Julián Romea, Rodrigo Arjona y Emilio Mario. En él, los empresarios Vallés, Luján y el maestro del género chico Antonio Riquelme pusieron de moda con éxito una variante del teatro bufo, que se materializó en el llamado «teatro por horas». La noche del 28 de enero de 1888, el fuego destruyó el local, y no volvió a reedificarse.